# Рогов, Сергей Михайлович
Серге́й Миха́йлович Ро́гов (22 октября 1948, Москва — 9 февраля 2025, Москва) — советский и российский политолог, действительный член Российской академии наук, доктор исторических наук, профессор, в 1995—2015 годах возглавлял Институт США и Канады РАН, с 2011 года является членом научного совета Российского совета по международным делам. Американист, специалист в области международных отношений и военной политики США и России.

## Биография

### Семья и детство
Отец — военный лётчик, мать — учительница истории. Будучи сыном военного, к моменту окончания 11 класса успел сменить 10 школ, переезжая с родителями с места на место. Окончил среднюю школу с медалью.

### Образование и учёные степени
В 1971 году окончил Московский государственный институт международных отношений (МГИМО) МИД СССР, специализировался по США. В 1976 году окончил аспирантуру Института США и Канады АН СССР. Во время обучения в аспирантуре находился на стажировке в США, полтора года провёл в Нью-Йорке.
В 1977 году в Институте США и Канады АН СССР защитил диссертацию на соискание учёной степени кандидата исторических наук по теме «Сионизм и еврейская община в США» (специальность 07.00.05 — история международных отношений и внешней политики). В 1984 году там же защитил диссертацию на соискание учёной степени доктора исторических наук. Действительный член Российской академии наук (2011; член-корреспондент с 2000 года). Действительный член Российской академии естественных наук.
Скончался 9 февраля 2025 года в возрасте 76 лет. Похоронен 13 февраля на Троекуровском кладбище.

## Научная деятельность

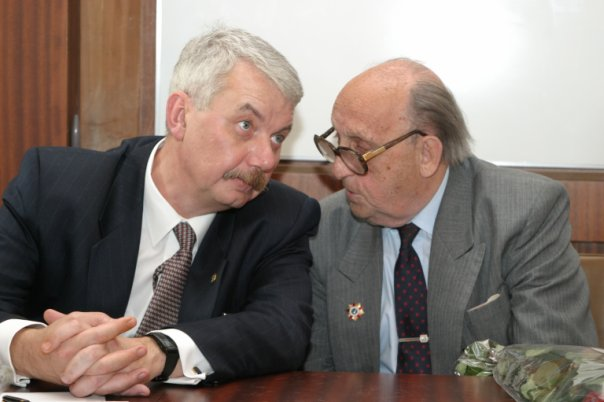
Академики С. М. Рогов и Г. А. Арбатов

- В 1976—1982 годах — младший научный сотрудник, старший научный сотрудник отдела внешней политики Института США и Канады АН СССР.
- В 1982—1984 годах — заведующий сектором в отделе военно-политических исследований Института США и Канады АН СССР.
- В 1984—1987 годах — представитель Института США и Канады в советском посольстве в США.
- В 1987—1989 годах — ведущий научный сотрудник Института США и Канады.
- В 1989—1991 годах — заведующий отделом военно-политических исследований Института США и Канады РАН.
- В 1991—1995 годах — заместитель директора Института США и Канады РАН.
- В 1995—2015 годах — директор Института США и Канады. 22 декабря 2011 года избран действительным членом Российской академии наук[5] по Отделению глобальных проблем и международных отношений.
- С 22 декабря 2015 года — научный руководитель Института США и Канады РАН[6].

Член редколлегий научных журналов «Вестник Российской академии наук» (с 2018) и «США и Канада: экономика, политика, культура».

## Общественная деятельность
Член Экономического совета при Правительстве Российской Федерации. Член Научного совета при Совете Безопасности до 28 марта 2022 года, исключение произошло после его выступления против вторжения на Украину. Член Научного совета при МИД РФ. Председатель комиссии по международным вопросам Научного совета при Совете Федерации. Советник Комитета по международным делам Государственной Думы Федерального собрания С РФ. Президент Центра по национальной безопасности и международных отношений — неправительственной общественной исследовательской организации. Член Совета Российской внешнеполитической ассоциации. Член Совета Ассоциации содействия ООН, член Российского Пагуошского комитета при Президиуме Российской академии наук.

## Основные работы
Является автором более 300 статей и 16 монографий и брошюр, в том числе:
- Серые кардиналы Белого дома. М.: Новости, 1986 (в соавт. с А. А. Кокошиным)
- Советский Союз и США: поиск баланса интересов. М.: Международные отношения, 1989.
- Три года проб и ошибок российской дипломатии. М.: ИСКРАН, 1993.
- Экономическое развитие России и мировые тенденции на рубеже веков. М.: ИСКРАН, 1996 (в соавт.)
- Евразийская стратегия для России. М.: ИСКРАН, 1998.
- Современный этап российско-американских отношений. М.: ИСКРАН, 1999.
- США на рубеже веков. М.: Наука, 2000 (ответственный редактор)
- 11 сентября 2001 г.: реакция США и последствия для российско-американских отношений. М.: ИСКРАН, 2001.
- Государство и общественное благо: Мировые тенденции и российский путь. М., 2005.
- Многосторонняя система ядерного контроля и нераспространения: новые подходы к стратегической стабильности в XXI в. — М.: ИСКРАН, 2006 (в соавт. с В. И. Есиным и П. С. Золотарёвым)

Статьи
- Россия и Запад // США — экономика, политика, идеология, 1995, № 5. — С. 3-14.
- Российско-американские отношения: итоги и перспективы // США — экономика, политика, идеология, 1996, № 11. — С. 6-27.
- Россия и США на пороге XXI века // Свободная мысль, 1997, № 5. — С. 92-102.
- Выбор Америки // США — экономика, политика, идеология. 1997. № 1. С. 5-19
- Американское государство накануне третьего тысячелетия. // США — экономика, политика, идеология, 1998, № 11